# Öster, Malmö
Öster var ett stadsområde i Malmö kommun. Öster bildades 1 juli 2013 ur de tidigare stadsdelsförvaltningarna Husie och Rosengård. Stadsområdet lades ned, tillsammans med resten av stadsområdesorganisationen, 1 maj 2017. Stadsdelsindelningen inom Malmö Stad kvarstår dock för vissa samhällsfunktioner, såsom exempelvis Medborgarservice och Socialtjänst.